# Rachel Félix
Elisabeth Félix, más conocida solo como Rachel o Mademoiselle Rachel (21 de febrero de 1821-3 de enero de 1858), fue una actriz francesa.
Ella se convirtió en una figura prominente en la sociedad francesa, y era la amante de, entre otros, Napoleón III Bonaparte, Napoleón José Carlos Bonaparte y Alejandro José Colonna-Walewski, el hijo ilegítimo de Napoleón Bonaparte. Los esfuerzos de los periódicos por publicar fotografías de ella en su lecho de muerte llevaron a la introducción del derecho a la privacidad en la legislación francesa.

## Biografía
Rachel Félix nació el 28 de febrero de 1821, en Mumpf, en una posada donde vivía su madre. Su familia era de origen judío. Su padre, Jacob Félix, era vendedor ambulante, nacido en Metz (1796-1872); y su madre, Thérèse Hayer, nacida en Gerstheim (1798-1873), era una comerciante de ropa de segunda mano. Tenía cuatro hermanas (Sarah, Rebecca, Dinah y Leah) y un hermano, Raphael. Su miserable familia vaga de pueblo en pueblo viviendo de la venta ambulante del padre y las baratijas de la madre. Elisabeth vive parte de su juventud en Hirsingue, en el sur de Alsacia (Sundgau). Como otros padres pobres de esta época, el padre considera a sus hijos como una fuente de ingresos: Elisabeth canta mientras se acompaña a la guitarra con su hermana mayor Sarah, recita y suplica en las calles de las ciudades por la que pasaron sus padres antes de su llegada a París en 1831, donde la familia se trasladó a un alojamiento precario en rue des Mauvais Garçons, luego Place du Marché-Neuf en la Isla de la Cité.
Analfabeta, Elisabeth luego tomó lecciones con el músico Alexandre-Étienne Choron y conSaint-Aulaire, y tomó algunas lecciones de teatro en el Conservatorio de París. Para satisfacer las necesidades de su familia, comenzó a trabajar en enero de 1837 en el Théâtre du Gymnase Marie-Bell. Delestre-Poirson, el director, hizo que usara Rachel como su nombre artístico, un nombre que adoptó a partir de entonces también en su vida privada. Audicionó en marzo de 1838, entró en el Comédie-Française a los 17 años. Su éxito fue inmediato. Comienza en el papel de Camille en la obra de teatro Horacio de Pierre Corneille, cuyos ingresos ascienden a 735 francos la primera noche, para alcanzar dieciocho días después, la suma de 4.889,50 francos.
Su interpretación de las heroínas de las tragedias de Corneille, Racine y Voltaire la hizo famosa y adorada, y volvió a poner de moda la tragedia clásica frente al drama romántico. Creó un nuevo modelo de actriz y mujer y fue una de las mujeres más famosas de su siglo. Así fue retratada, entre otros, por el escultor Jean-Auguste Barre. Sin embargo, las opiniones no son unánimes debido, paradójicamente, a su innegable talento como actriz. Así, a Victor Hugo, que «admira a Rachel sin pasión», le gusta citar las palabras de Frédérick Lemaître: «¿Rachel? perfección, ¡y nada más!»
En 1850 fue recibida por el rey de Prusia, quien hizo erigir en el parque del castillo de la isla Peacock, cerca de Potsdam, una estatua que fue destruida por los nazis en 1935.
Tuvo dos hijos: Alexandre (1844-1898), con Alejandro José Colonna-Walewski; y Gabriel (1848-?), con Arthur Bertrand, hijo del mariscal Bertrand.
Rachel muere en 3 de enero de 1858 por las secuelas de la tuberculosis, rodeado por diez representantes del Consistorio de Niza y rezando la oración Shema Israel. En sus últimos momentos, le pidió a su hermana Sarah que llamara al Gran Rabino de Francia, Lazare Isidor, en París para que fuera a su cama, quien llegó demasiado tarde. Descansa en la plaza judía del cementerio Père-Lachaise (división 7). A pesar de muchas presiones —Chateaubriand no cesaba de discutir para convertirla al cristianismo y su último amante incluso trató de convertirla en sus últimos momentos— había querido mantener durante los treinta y siete años de su vida, la fe de sus antepasados.
La muerte de Rachel tuvo la inesperada consecuencia jurídica de contribuir a la construcción de la jurisprudencia sobre derechos de imagen. De hecho, es con motivo de una disputa relacionada con la publicación de un dibujo que representa a la actriz en su lecho de muerte y ejecutado a partir de una fotografía de la escena, que el tribunal civil de la Seine realizó el 16 de junio de 1858 una de sus primeras decisiones sobre el tema.